# Harder Digital Sova
Предузеће „Harder Digital Sova“ d.o.o. Ниш је предузеће из Србије са већинским страним капиталом.
Предузеће је стационирано у кругу некадашње Електронске индустрије Ниш и тренутно запошљава 70 радника.
Предузеће је правни следбеник предузећа "Еи СОВА" Ниш и "Harder digital Sova" AD.

## Производни програм
Предузеће је намењено за производњу оптоелектронских справа. 
Већи део производње се извози.

## Историја
Предузеће је настало 1973. године као погон Фабрике електронских цеви да би 1985. године у оквиру реорганизације постало део Радне организације Еи ВЕП Ниш. У почетном периоду предузеће је било сврстано у предузећа "Наменске производње СФРЈ".1)
1989. године поделом предузећа Еи ВЕП настаје предузеће "Еи Сова" Ниш.
Године 2008. предузеће је приватизовано и од тада се производни погони обнављају и реновирају, набављају нове машине и осавремењава производни програм. 
Након приватизације предузеће је пословало као АД у саставу групације „Harder Digital“ из Немачке.
Од 27.09.2013. године предузеће послује као "HARDER DIGITAL SOVA" d.o.o.
Предузеће данас послује у оквиру групације Optoelectronics Group и у саставу је кластера NICAT.

## Делатност
Током истроије предузеће се бавило: производњом и ремонтом појачавача слике прве и друге генерације, ремонтом оптоелектронских справа и развојним задацима.

## Директори
Од 1989. године дужности директора предузећа су обављали дипломирани инжењери:1)
- Мирослав Илић
- Весна Љубић
- Славиша Петковић
- Драган Цветковић
- Аца Марјановић
- Драган Стојановић
- Драган Петровић
- Бранислав Бриндић
- Душан Петровић[1]